# Список королей остготов
Король остготов — титул правителя германского племени остготов (грейтунгов, остроготов). В 489—553 годах были правителями Королевства остготов.

## Короли грейтунгов (остроготов)
- Острогота (ум. 249)
- Книва (прав. с 250, ум. 271?)

...
- Геберих (334 — 337)
- Германарих (? — ок. 376)
- Витимир, Винитарий? (375 — 376)
- Видирих (376 — ?)

...
- Валамир (440 — 469)
- Теодемир (469 — 474)
- Видимир I (469 — 474)
- Видимир II (474 — ?)

...

## Короли остготского королевства
- 470 — 526 : Теодорих Великий
- 526 — 534 : Аталарих
- 526 — 534 : Амаласунта
- 534 — 536 : Теодахад
- 536 — 540 : Витигес
- 540 — 541 : Ильдебад
- 541 — 541 : Эрарих
- 541 — 552 : Тотила
- 552 — 552 : Тейя